# Ширинга (посёлок)
Ширинга — посёлок в Еравнинском районе Бурятии. Административный центр сельского поселения «Ширингинское».

## География
Расположен на северо-восточном берегу Малого Еравного озера в 22 км к северо-востоку от районного центра, села Сосново-Озёрское, по западной стороне межрегиональной автодороги Р436 Улан-Удэ — Романовка — Чита. 

## Климат
Климат резко континентальный, характеризуется малоснежной зимой с сильными морозами, а летом жаркими днями и прохладными ночами. Среднегодовая температура отрицательна, равна -1,9 С°. Наиболее холодными месяцами являются январь и февраль, жаркими — июнь и июль. Абсолютная минимальная температура равна -55 С°, максимальная — +32 С°.

## Население
| 2002 | 2010 | 2012 | 2013 | 2014 | 2015 | 2016 |
| ---- | ---- | ---- | ---- | ---- | ---- | ---- |
| 592  | ↘579 | ↘559 | ↘558 | ↘557 | ↗563 | ↘548 |
| 2017 | 2018 | 2019 | 2020 | 2021 | 2023 | 2024 |
| ↘545 | ↘542 | →542 | ↘530 | ↘498 | ↘495 | ↘492 |

Национальный состав населения: буряты – 343 чел., русские – 170 чел. Также в посёлке проживают татары, казахи, узбеки, цыгане, китайцы, украинцы.

## Инфраструктура
Средняя общеобразовательная школа, детский сад, Дом культуры, фельдшерско-акушерский пункт, почтовое отделение.

## Природные ресурсы
Земли в районе посёлка представлены мерзлотными лугово-болотными, пойменными солончаками и солонцами, а также болотными почвами. Имеются значительные запасы строительных материалов: огнеупорные глины, штукатурный песок, охра с различной окраской. 
Ширингинские глины приурочены к рыхлым отложениям лагунно-озёрного типа. Выделяются разновидности – белая, чёрная, коричневая глины. Огнеупорность белых глин достигает 1580 С°, чёрных меньше.
Севернее посёлка расположен Ширингинский сосновый бор. Уникальность его заключается в том, что он сохранился «оазисами-островками» в зоне сурового климата и вечной мерзлоты.